# Леляківський заказник
Лелякі́вський заказник — загальнозоологічний заказник місцевого значення в Україні. Розташований у межах Лубенського району Полтавської області, біля сіл Леляки і Кейбалівка.
Площа 746 га. Статус присвоєно згідно з рішенням облради від 23.03.2005 року, від 06.09.2007 року. Перебуває у віданні: Сасинівська с/р — 379,9 га, Каплинцівська с/р — 184,4 га, ВАТ «Каплинцівське» — 149 га, ДП «Пирятинський лісгосп» (Пирятинське лісництво) — 32,7 га.
Статус присвоєно для збереження водно-болотних угідь на заплаві річки Удай і невеликих лісових масивів. Місце з багатим та різноманітним тваринним світом.

## Галерея

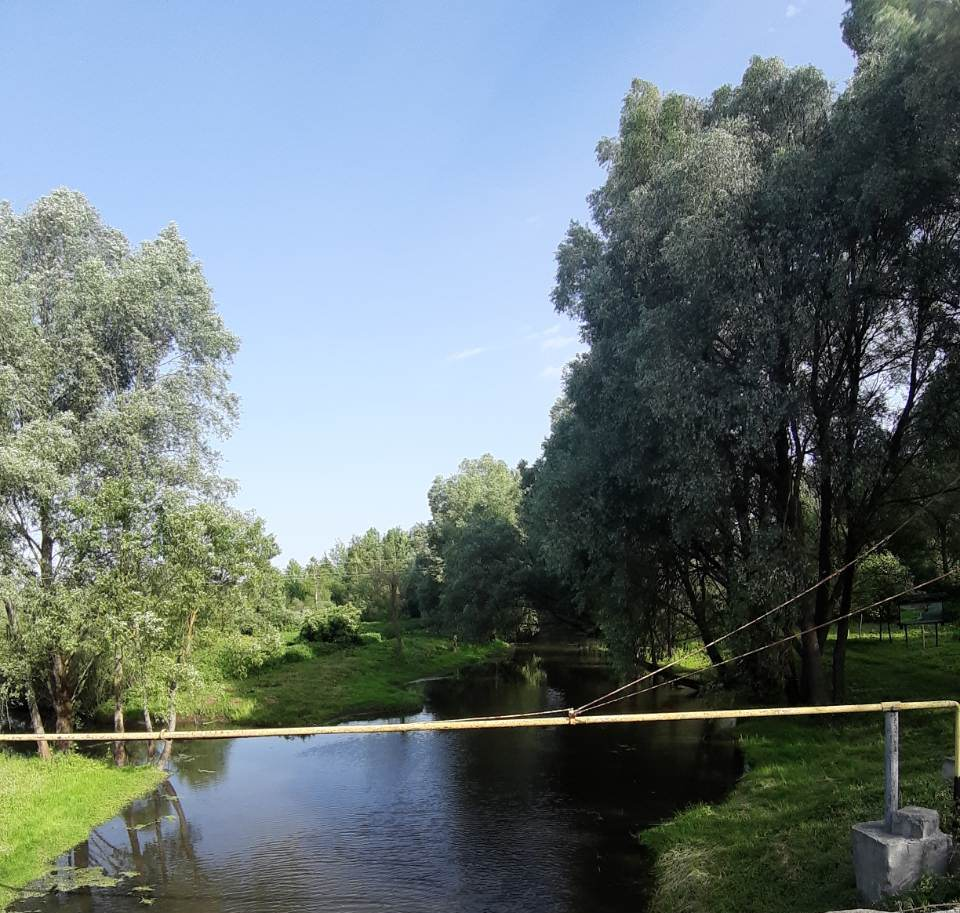
Леляківський гідрологічний заказник
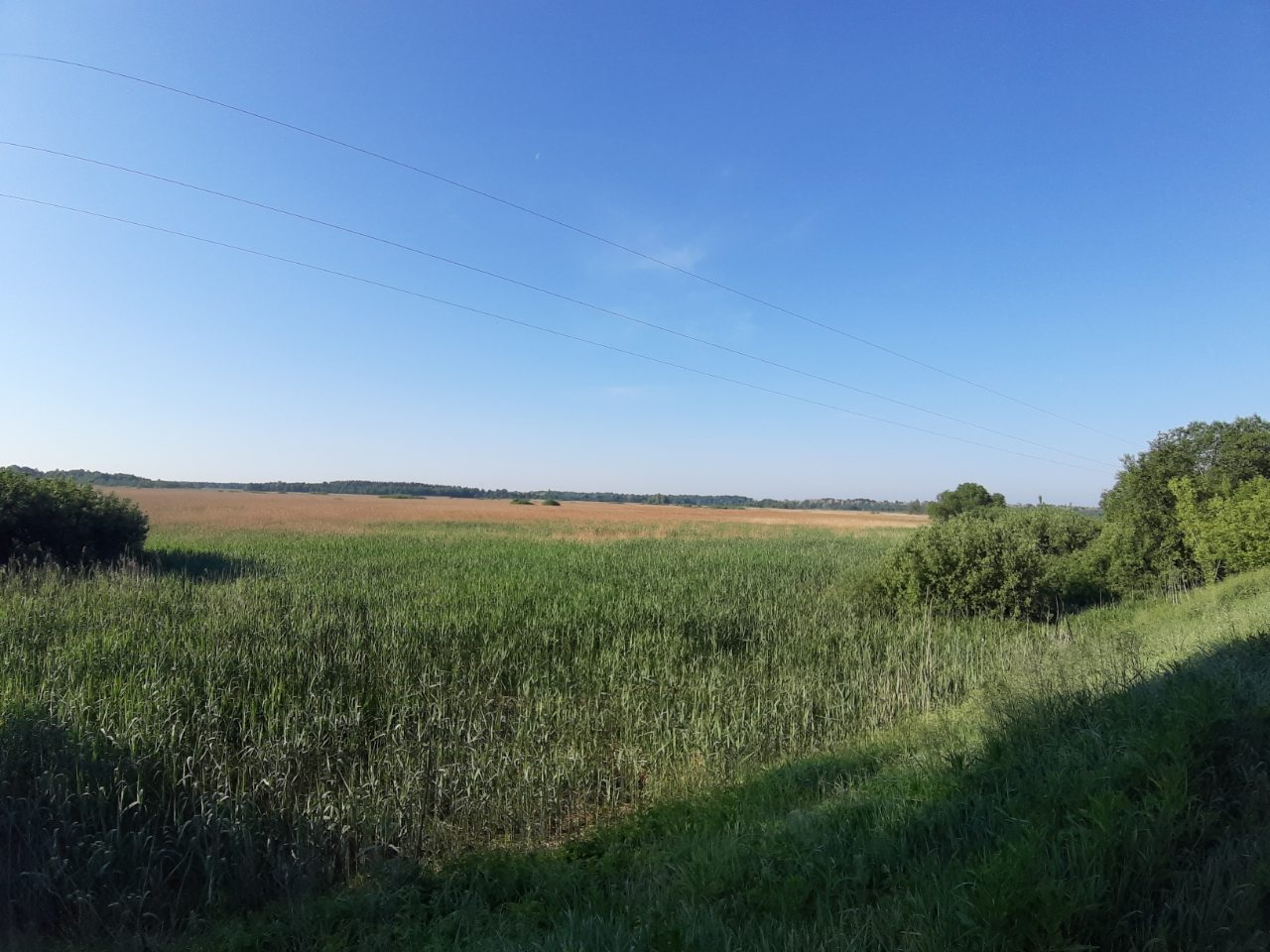
Болотиста частина заказника